# فيدريك ستوكس
فيدريك ستوكس (بالإنجليزية: Frederick A. Stokes)‏ (من مواليد 4 نوفمبر 1857 - 16 نوفمبر 1939) وتخرج من كلية ييل للحقوق.